# Torre di Bastia
La torre di Bastia era una torre costiera situata nell'omonima località del comune di Belmonte Calabro, in provincia di Cosenza. Edificata nel XVI secolo, di pianta rotonda, è stata rasa al suolo nel 1930 con la costruzione del monumento a Michele Bianchi.